# Jonathan Mor
Jonathan Mor (in ebraico יונתן מור‎?; Ramat Gan, 11 febbraio 1995) è un cestista israeliano.